# Nesta Cooper
Nesta Marlee Cooper (11 dicembre 1993) è un'attrice canadese meglio conosciuta per i suoi ruoli di Dani Barnes in Reality High e Shannon in The Edge of Seventeen.
Dal 2016 al 2018 ha interpretato Carly Shannon nella serie Travelers.